# Heizkraftwerk Berlin-Mitte
Das Heizkraftwerk Berlin-Mitte bzw. offiziell Heizkraftwerk Mitte ist ein Heizkraftwerk (HKW) im Berliner Ortsteil Mitte.
Das in Betrieb befindliche Kraftwerk wurde von 1994 bis 1996 nach Plänen des Kasseler Architekten Jochem Jourdan errichtet und gilt als Beispiel für moderne Industriearchitektur. Auf dem Gelände der südlich angrenzenden, 1997 stillgelegten Altanlage entstand ein Gas-und-Dampf-Kombikraftwerk (GuD-Kraftwerk), in dem elektrische Energie und Fernwärme in Kraft-Wärme-Kopplung erzeugt werden.
Das Kraftwerk gehört dem landeseigenen Energiekonzern Berliner Energie und Wärme GmbH.

## Technisches
Zwei Alstom-GT13E2-Gasturbinen, zwei nachgeschaltete Abhitzekessel und eine Dampfturbine mit drei Heizkondensatoren sind so miteinander kombiniert, dass diese Anlage gleichzeitig Strom und Wärme mit einem Brennstoffenergie-Ausnutzungsgrad von fast 90 Prozent erzeugen kann. Die Gasturbinen werden mit Erdgas gefeuert und liefern die Antriebsenergie für die Generatoren zur Stromerzeugung. Mit der Abgaswärme der Gasturbinen wird in den Abhitzekesseln Dampf erzeugt. Dieser treibt die Dampfturbine und den damit gekoppelten Generator zur zusätzlichen Stromerzeugung an. Anschließend gibt der Dampf seine Restwärme in den Heizkondensatoren an das Heiznetz Mitte ab. Die installierte elektrische Leistung des HKW Mitte betrug ursprünglich 380 MW, wurde mittlerweile aber auf 502 MW erhöht. Die Heizleistung beträgt 680 MW. Zusätzlich stehen im Heizkraftwerk Mitte zwei erdgasgefeuerte Heißwassererzeuger zur Spitzenlastabdeckung zur Verfügung.

## Einbindung in die Berliner Versorgungsnetze
Für eine dicht besiedelte Stadt wie Berlin bietet sich die gekoppelte Erzeugung von Strom und Wärme an. Seit den 1960er Jahren wurde im Zuge des wachsenden Wohnungsneubaus diese umwelt- und ressourcenschonende Art der Versorgung von Haushalten, Industrie und Gewerbe mit Fernwärme sowie Warmwasser durch die Bewag forciert und ausgebaut. Durch die zentrale Lage des HKW Mitte und die sich daraus ergebenden kurzen Transportwege zu den Wohngebieten und Gewerbeflächen im Zentrum der Stadt bleiben die Wärmeverluste niedrig und die ökologischen Belastungen so gering wie möglich. Das Heiznetz Mitte reicht von der Charité über den Alexanderplatz bis zur Halbinsel Stralau und berücksichtigt den Energiebedarf des zentralen Bereichs rund um den Potsdamer Platz. Das Heizkraftwerk Mitte ist der größte und wichtigste Wärmelieferant dieses Heiznetzes, unterstützt im nördlichen Bereich durch das Heizwerk Scharnhorststraße mit 161,6 MW Heizleistung. Mit der Koppelstation Liebigstraße wurde eine in beide Richtungen nutzbare Verbindung zum Heiznetz HKW Klingenberg und zum HKW Lichtenberg geschaffen. Dadurch konnte die Fernwärmeversorgung in den zentralen und östlichen Bezirken Berlins optimiert werden.
Ein weiterer Schritt war die Schaffung zusätzlicher Verbindungen zwischen dem HKW Mitte und Versorgungsgebieten außerhalb des Heiznetzes Mitte. Die Anlage versorgt Wohnungen, Bürogebäude und Industrieanlagen in der Mitte Berlins. Die Wärmeleistung des HKW Mitte reicht aus, um 60.000 Wohnungen und 500 Großkunden wie öffentliche Einrichtungen, Kunden aus dem Dienstleistungsbereich, aus Gewerbe und Industrie mit Fernwärme zu versorgen. Die Einspeisung des Stroms in das Hochspannungsnetz von Vattenfall Europe Distribution Berlin erfolgt über eine 110-kV-Schaltanlage mit SF6-gasisolierten Komponenten.
Die elektrische Leistung des HKW Mitte reicht aus, um ca. 600.000 Haushalte mit Strom zu versorgen.

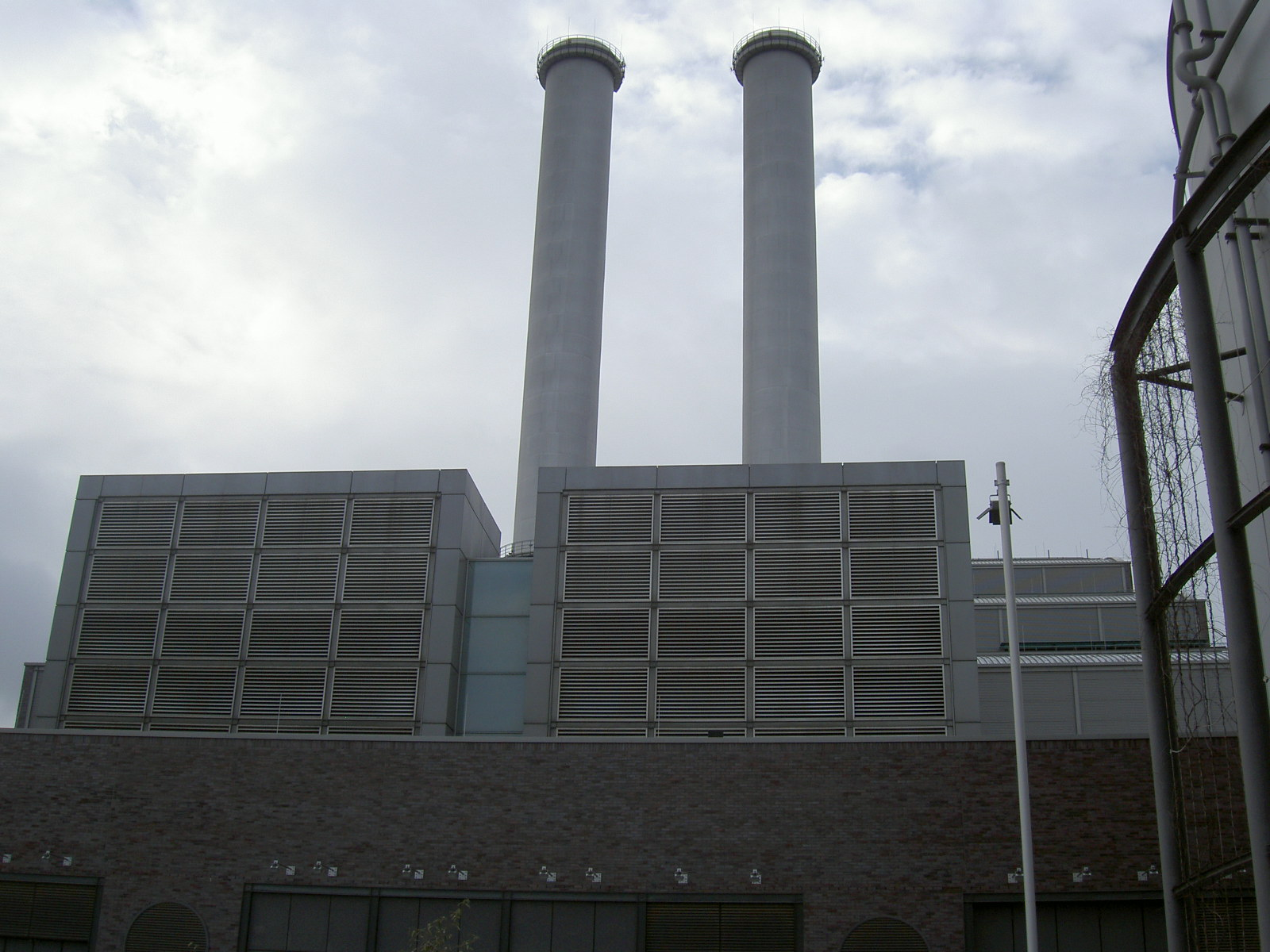
Kraftwerksblock
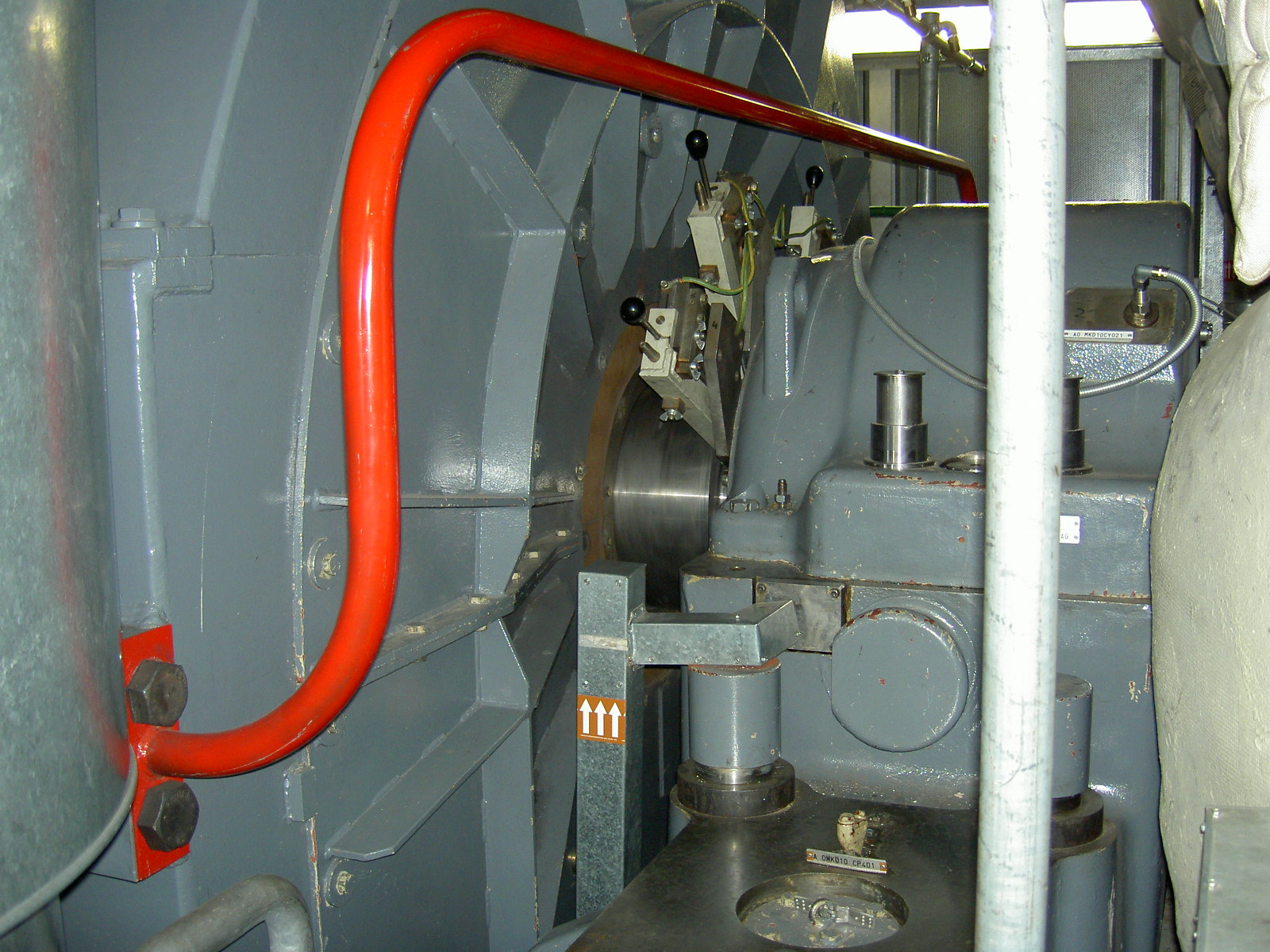
Blick auf die Welle der Dampfturbine
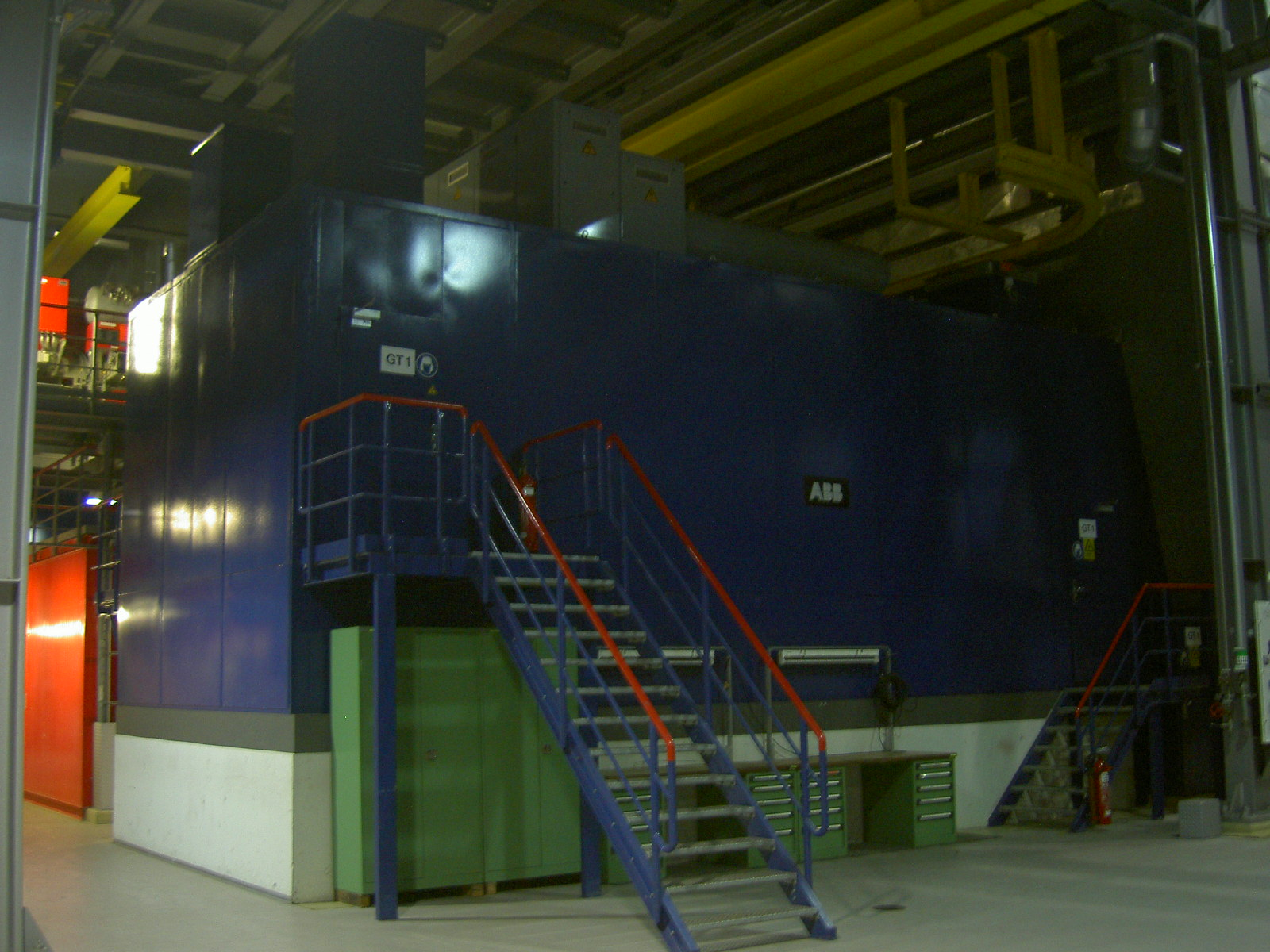
Schallhaube des Generators der Gasturbine 1

## Kunst am Bau
Die Lage des HKW Mitte nahe dem Zentrum der Hauptstadt am Ufer der Spree erforderte große Anstrengungen der Architekten unter Leitung von Jochem Jourdan und der beteiligten Ingenieure bei der Gestaltung des Bauwerks im Einklang mit seiner technischen Funktionalität. Der Standort des HKW Mitte war durch die Lage des alten Kraftwerks bestimmt. So war auch der durchgängig geringe Abstand zur Nachbarschaft vorgegeben. Es wurde angestrebt, ein städtebauliches Ensemble zu schaffen, das sich harmonisch in seine Umgebung einfügt. Dies soll durch sechs Kunstwerke unterstützt werden, die auf einem internationalen Workshop (Kurator: Kasper König) ausgewählt wurden.
Kunstwerke und Künstler
- Der begehbare Pavillon Dan Grahams verlegt die jenseits des HKW fließende Spree mit optischen Mitteln in den Eingangsbereich und korrespondiert in seiner Form mit dem Trias-Gebäude am nördlichen Ufer des Flusses. Im Foyer des Verwaltungsgebäudes findet sich ein Wandfries von Franz Ackermann, das Details aus der Berliner Stadtlandschaft verfremdet darstellt und in neue Zusammenhänge bringt.
- Die Fassade des Werkstattgebäudes zur Michaelkirchstraße bietet den Untergrund für die 40 Meter breite und sechs Meter hohe „Wandzeitung“ von Thomas Bayrle. Hier wurde auf insgesamt 12.000 gebrannten Kacheln ein Zitat aus dem Alten Testament abgebildet. Neben der öffentlichen Auseinandersetzung über das Bibelwort in der heutigen Zeit bietet auch die Methode der Herstellung Anlass zum Nachdenken. Erst bei einer ausreichenden Distanz zum Kunstwerk erschließt sich dem Betrachter der Sinn der Worte.
- Per Kirkebys Mauer aus Wittmunder Klinker schirmt zwar das Gelände gegenüber dem Uferbereich ab, schafft aber mittels gut platzierter Durchbrüche die Möglichkeit, dem Gebäude auch von der Wasserseite aus optisch nahezukommen. Der zum Ensemble gehörende Treppenturm wurde aus dem gleichen Material errichtet und macht es möglich, den Niveauunterschied zwischen der Michaelkirchstraße und dem Uferbereich zu überwinden.
- Von dem außerhalb des Kraftwerksgeländes führenden Uferweg kann man das HKW nicht nur sehen, sondern man kann eines seiner Produkte sogar fühlen. Die mit Trafoabwärme beheizten Bänke der türkischen Künstlerin Ayse Erkmen verwirklichen den Leitsatz der Bewag, dass die im Gebäude verborgenen Funktionen nach außen verdeutlicht werden sollen.[3]

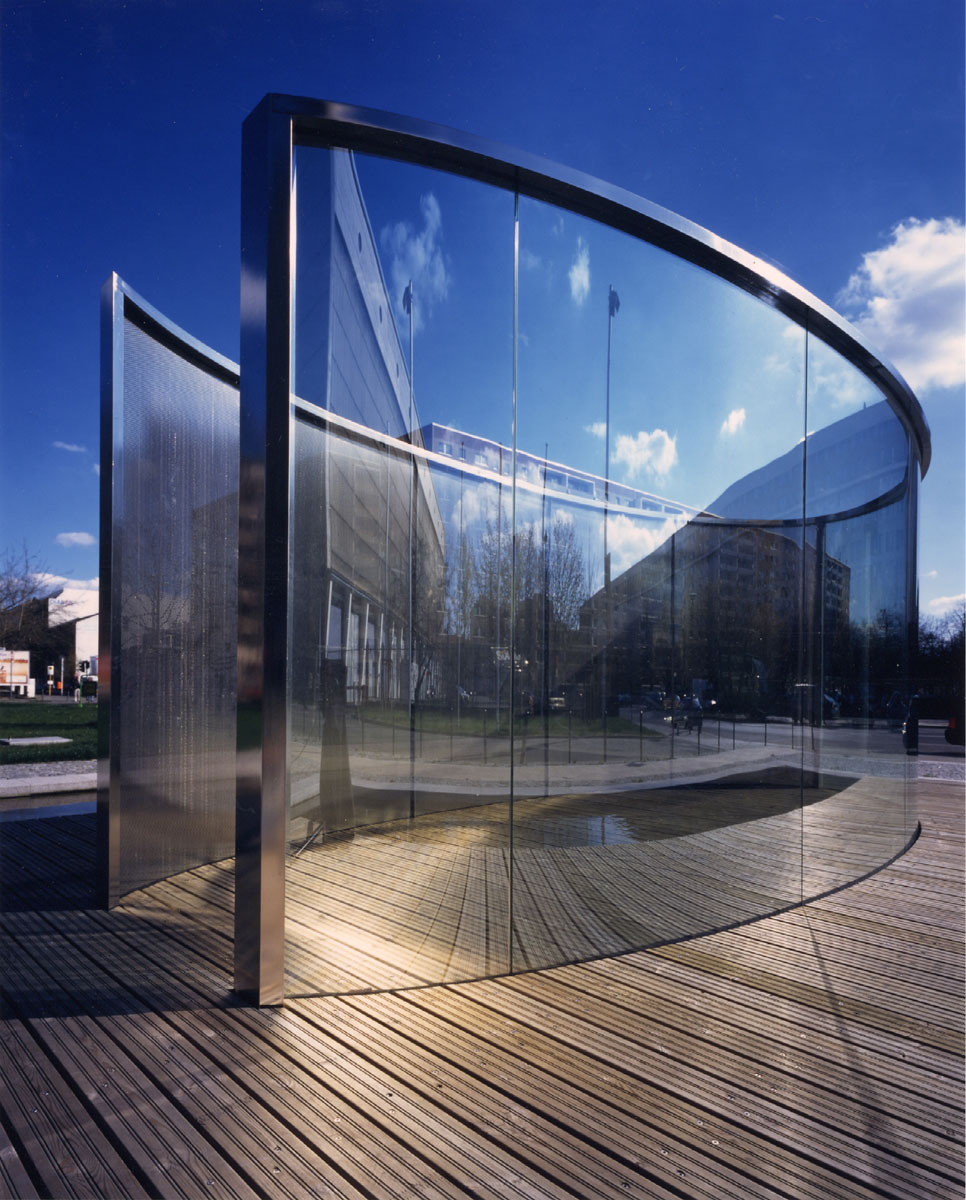
Der begehbare Pavillon von Dan Graham
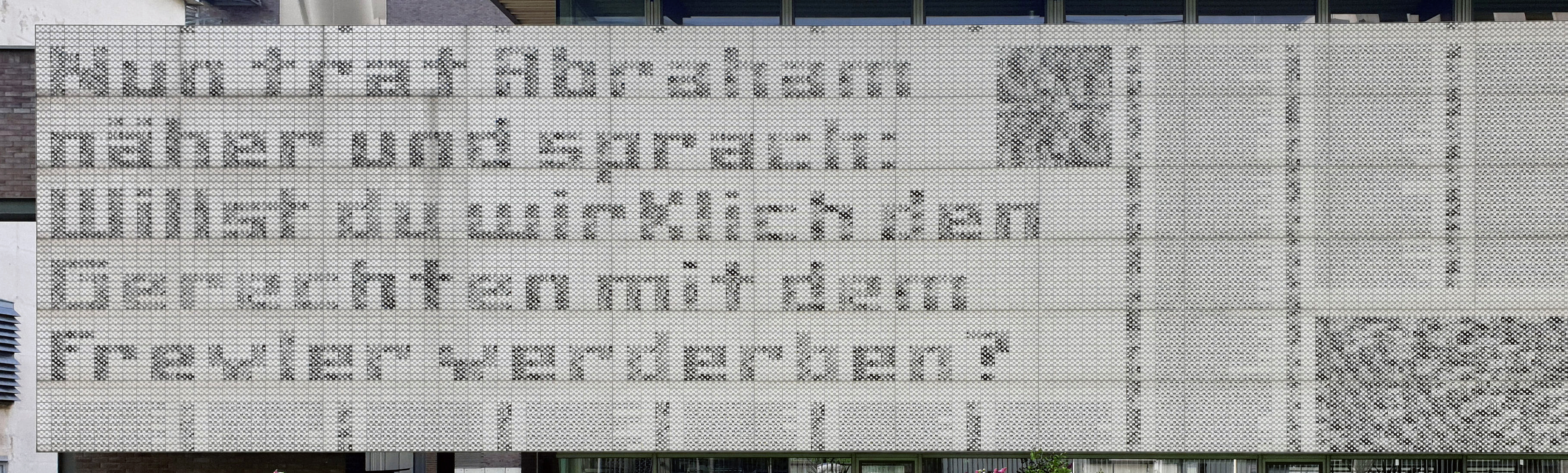
"Wandzeitung" von Thomas Bayrle
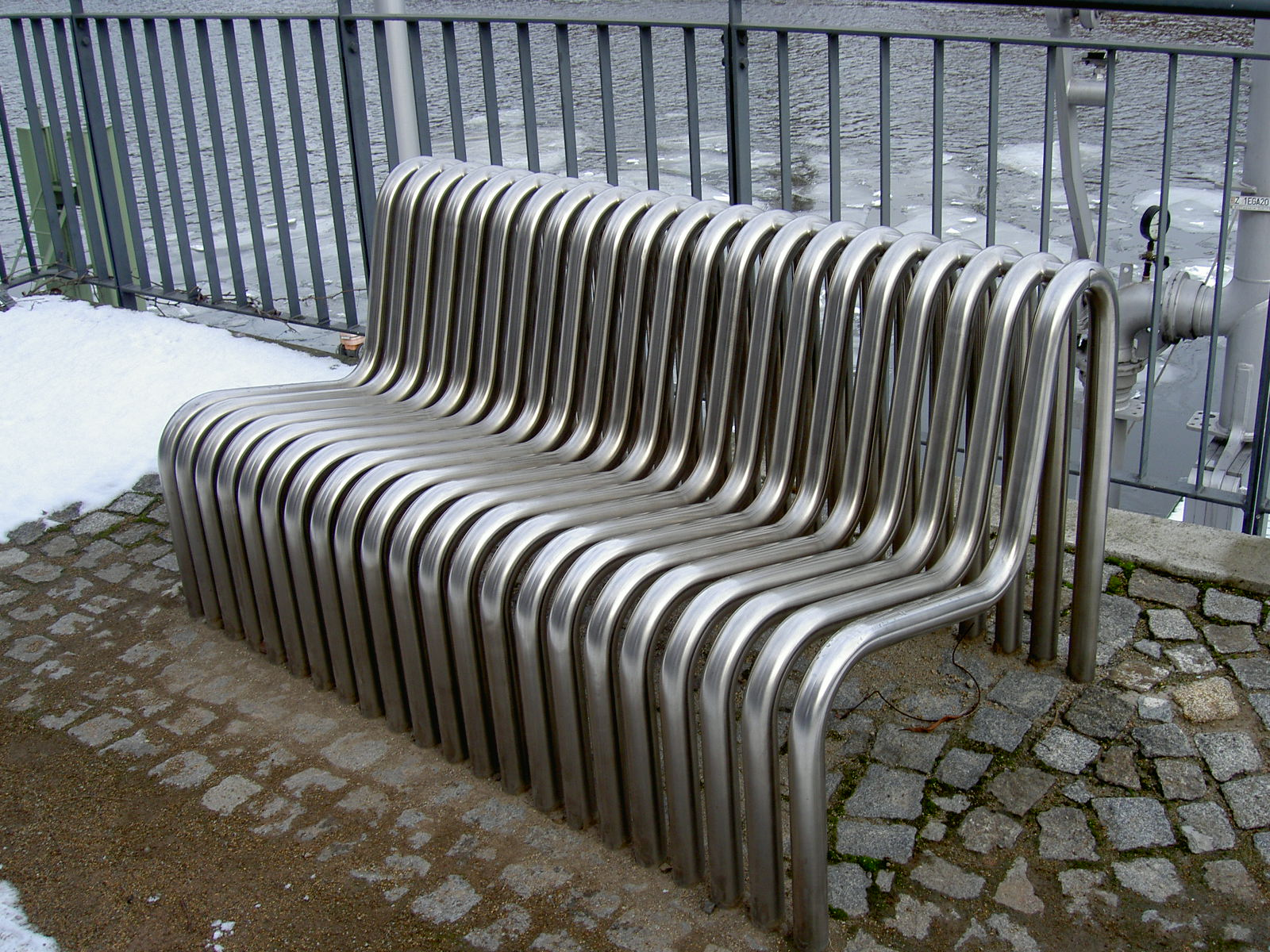
Mit Abwärme beheizte Bank
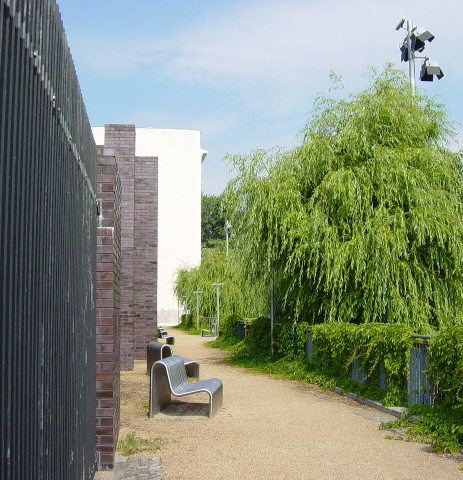
Mit Abwärme beheizte Bänke

## Ehemaliges Kraftwerk Berlin-Mitte

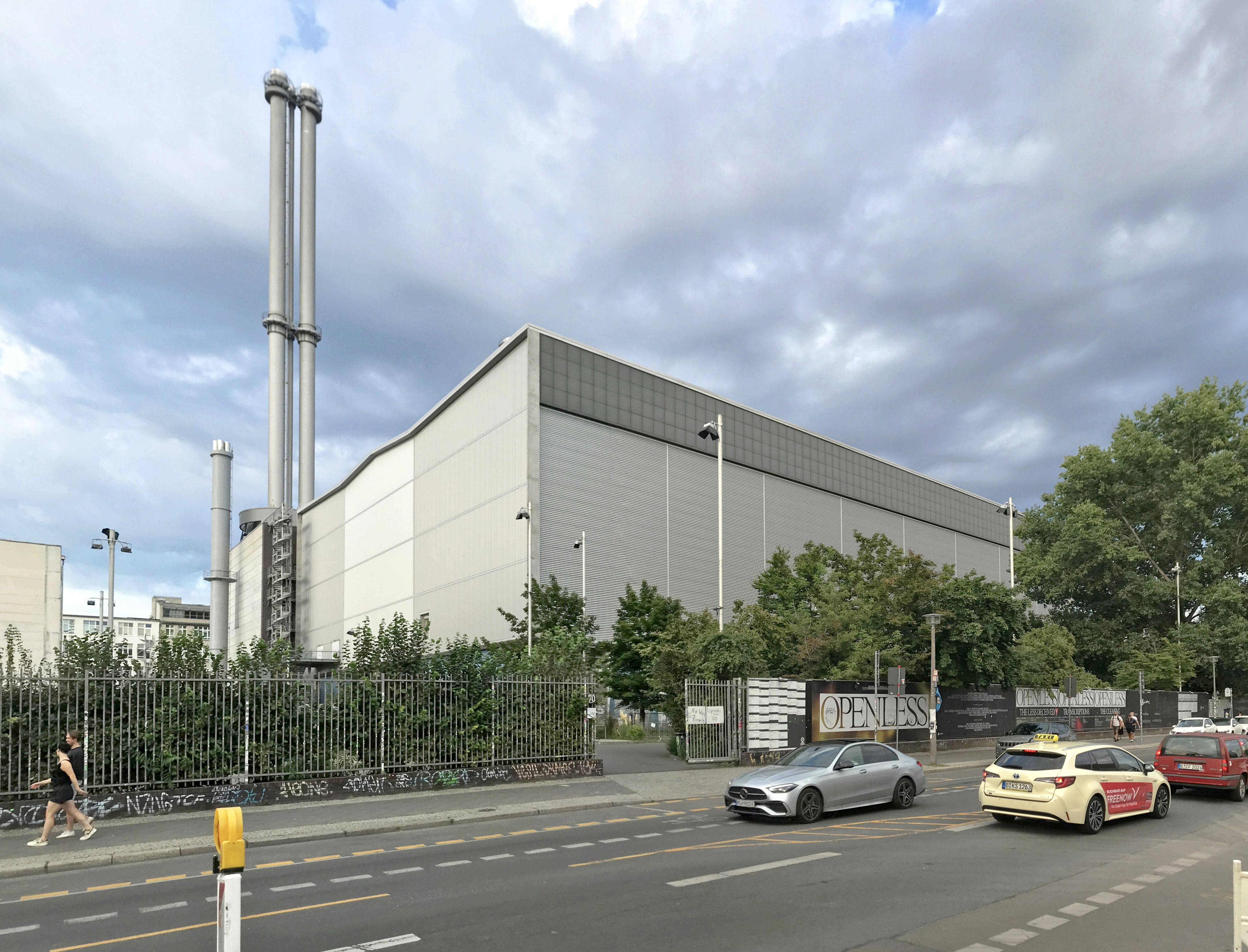
Ansicht von der Köpenicker Straße, Zustand 2024

Der verbleibende Bauteil des ehemaligen Heizkraftwerk Berlin-Mitte beherbergt heute unter anderem den Techno-Club Tresor. Die großen Räume des Kraftwerksbaus werden heute als Kultur- und Veranstaltungsstätte genutzt, der Name ist Kraftwerk Berlin.
Der städtebauliche Zusammenhang des alten Heizkraftwerks Berlin-Mitte war die Neuplanung des historischen Stadtzentrums Berlin. 1958 gab es die Auslobung für den Ideenwettbewerb zur sozialistischen Umgestaltung der Hauptstadt der DDR, Berlin. Basierend auf den Ergebnissen dieses Wettbewerbes entstanden zahlreiche repräsentative Bauten in Berlin-Mitte. Dazu gehören beispielsweise das Haus des Lehrers, Haus des Reisens, Berliner Fernsehturm, Palast der Republik und Staatsratsgebäude. Um Wärme und Strom für den Betrieb der neuen Gebäude zu liefern, baute der VEB Energieprojektierung ein neues Heizkraftwerk. Die Planung begann 1960, Fertigstellung war 1964. Der Entwurf stammte von Dietrich Zimbal und der Bauabteilung des VEB Energieprojektierung. Zuerst wurde das Kraftwerk mit Schweröl befeuert, ab 1982 dann mit Erdgas. Die Stilllegung war 1992, es folgte der Bau des neuen Heizkraftwerk Berlin-Mitte. 1994 begann die Errichtung des Neubaus, der Betrieb begann 1996. Teile des Altbaus wurden abgebrochen, manche Teile der Bausubstanz wurden in den Neubau mit einbezogen. Das Maschinenhaus aus den 1960er Jahren blieb ungenutzt erhalten. Die Oberfläche der ursprünglichen Fassade bestand aus hellen glasierten Keramikplatten. Mittlerweile wurde der Bau mit Wellblech verkleidet.